# Jaime Pressly
Jaime Elizabeth Pressly, est une actrice et mannequin américaine née le 30 juillet 1977.
De 2005 à 2009, elle jouait le rôle de Joy dans le sitcom de NBC Earl.

## Biographie
Jaime Pressly est née à Kinston en Caroline du Nord, fille de Brenda Sue (née Smith), professeur de danse, et de James Liston Pressly Sr.,. Elle a une sœur, Jessica et un frère, James Liston Jr.. Jaime Pressly étudie la gymnastique et la danse pendant onze ans ; elle a passé une audition dans la série Push comme gymnaste. À quatorze ans, elle est la porte-parole de son agence de mannequins « International Cover Model Search » et elle commence à obtenir du crédit comme mannequin aux États-Unis aussi bien qu'en Italie et au Japon.
Pressly étudie à la Costa Mesa High School en Californie, où sa mère a déménagé alors que ses parents étaient en procédure de divorce. Pressly s'est ensuite faite émanciper de ses parents à l'âge de 15 ans.

### Débuts discrets
L'actrice mise sur son physique pour ses premiers rôles : en 1997, elle joue ainsi Violet dans Poison Ivy: The New Seduction, et en 1998 elle prête ses traits à l'assassin Mika, dans la série Mortal Kombat: Conquest ; et se distingue dans le film indépendant Poor White Trash, dans le rôle d'une intrigante chercheuse d'or, Sandy Lake.
La télévision lui offre son premier rôle sérieux, celui de la danseuse Audrey dans la série sentimentale Jack and Jill, qui connait deux saisons sur la chaîne WB, entre 1999 et 2001. Le programme lui permet d'évoluer aux côtés d'Amanda Peet et Sarah Paulson.
L'arrêt de la série la précipite vers des comédies potaches pour adolescents : Sex Academy, dans le rôle d'une pom-pom girl stéréotypée, Tomcats, Joe La Crasse ou le film de série B Torque, la route s'enflamme, de Joseph Kahn, un réalisateur de clip vidéos. Elle est en effet une habituée du format : on peut ainsi l'apercevoir dans Girls of Summer, du groupe Aerosmith, et dans la reprise de Tainted Love par Marilyn Manson.
Car c'est bien son image qui lui assure des revenus plus constants : elle apparait dans les éditions de mars 1998 et février 2004 du magazine Playboy ; devient l'ambassadrice des cosmétiques Liz Claiborne et de son parfum Lucky You, et participe à un show avec le groupe des Pussycat Dolls. En 2002, elle est classée huitième dans le magazine masculin Stuff « 102 Sexiest Women in the World ». En 2003, elle lançait une ligne de lingerie, J'Aime, qui devint plus tard une ligne de vêtements de nuit et de prêt-à-porter.

### Révélation comique

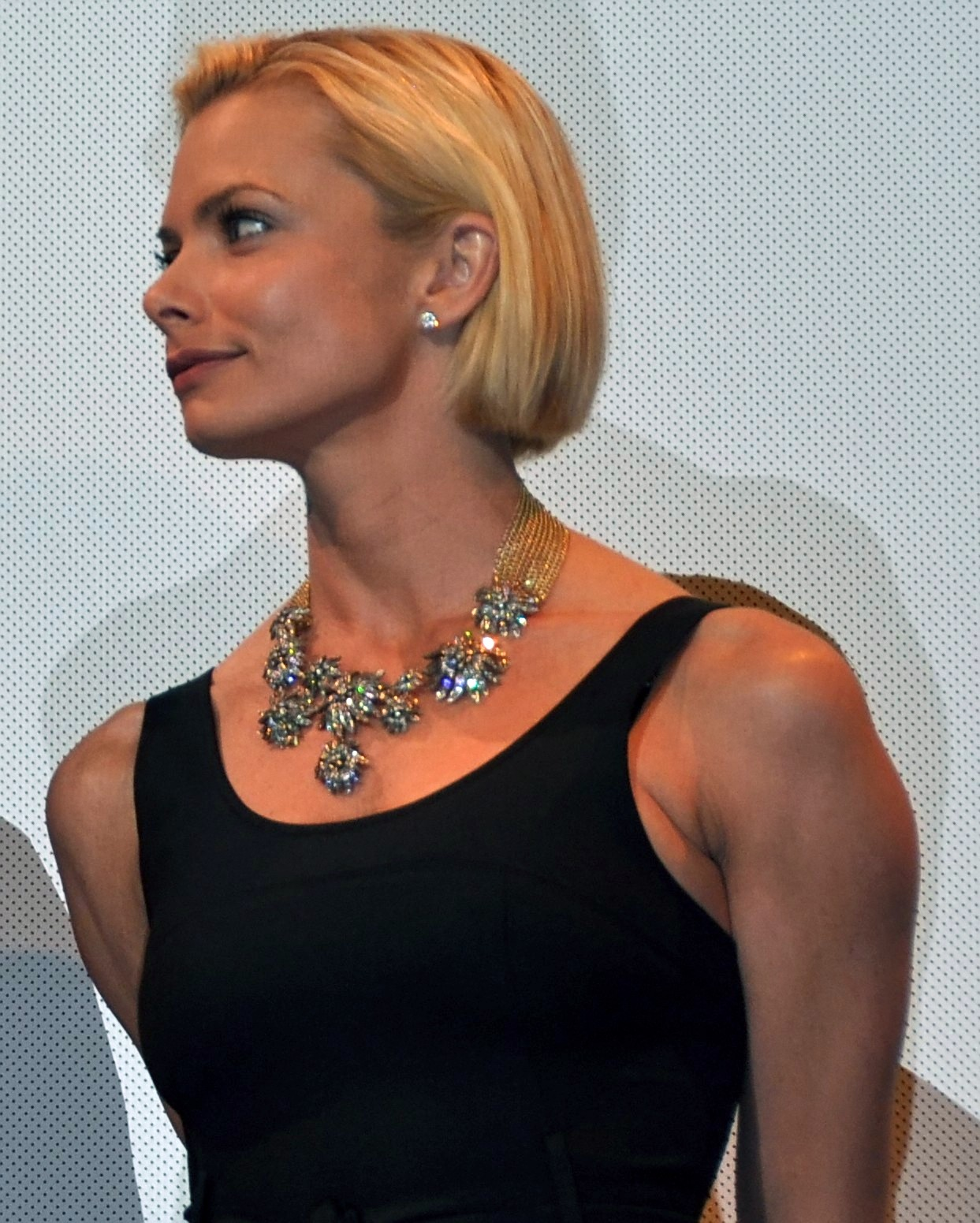
L'actrice à la première de I Love You, Man, au Texas, en mars 2009.

Début 2005, elle décroche le rôle de Joy Darville dans  le sitcom de NBC Earl. Elle décroche deux nominations aux Emmy Award dans la catégorie « Meilleur second rôle féminin dans une série comédie » pour ce rôle, finissant par l'emporter la seconde fois, en 2007.
Cette reconnaissance la lance comme une actrice comique. Elle apparait dans un épisode de la onzième saison de MADtv, où elle prête ses traits à Hillary Clinton, pour une parodie de Earl, My Name Is Dubya, dans laquelle George W. Bush (joué par Frank Caliendo) fait une liste de toutes les mauvaises choses qu'il a faites et les rectifie une à une. Le 31 mai 2006, elle est la présentatrice du premier VH1 Rock Honors. Et elle est l'invitée spéciale de l'émission Saturday Night Live le 7 octobre 2006.
Elle continue à miser sur son aura sexy : en 2006, Maxim la nominait en 34e position de sa liste annuelle et elle apparaissait également dans la galerie du magazine. En mai 2006, elle pose nue pour Allure. Elle est aussi invitée à participer à un épisode de Charmed, jouant Mylie, une sirène qui essaie de trouver l'amour, retrouvant Alyssa Milano, qui apparait aussi dans quelques épisodes de la saison 3 de Earl.
Earl est néanmoins soudainement arrêté début 2009, à la suite de sérieuses baisses d'audiences, au terme de sa quatrième saison. Elle tente logiquement de poursuivre dans une veine comique. Mais I Hate My Teenage Daughter, où elle interprète une mère de famille trash dépassée est arrêtée au bout d'une seule saison, sur la chaîne Fox, diffusée entre 2011 et 2012.
Elle tente de revenir en 2014 en héroïne de Jennifer Falls. Mais là encore, le programme est supprimé dans l'indifférence au bout d'une première salve d'épisodes.
Elle finit par accepter un rôle récurrent dans la seconde saison de la nouvelle sitcom Mom. Le programme, salué par la critique, lui permet de revenir au premier plan. Pour la saison 2015/2016, son personnage est promu régulier.

### Vie privée
Jaime Pressly a eu une relation avec Simon Rex, co-star de Jack and Jill entre 2000 et 2001. Dans un entretien de 2001 avec Howard Stern, elle a dit que Rex a rompu avec elle le jour de son anniversaire.
En octobre 2006, elle s'est marié avec son petit ami, DJ Eric Calvo (également connu en tant que DJ Eric Cubiche), avec lequel elle était amie depuis neuf ans. Jaime Pressly a donné naissance, le 11 mai 2007 à leur premier enfant, Dezi James Calvo.
Dans un entretien dans le magazine Esquire, Pressly a annoncé qu'elle avait presque acheté un billet pour un vol d'un des avions qui s'est par la suite écrasé sur le World Trade Center, le 11 septembre 2001, mais aurait renoncé car elle trouvait que le vol était trop tôt dans la matinée.
Jaime Pressly s'est mariée avec l'avocat Simran Singh (né en juin 1975) le 26 septembre 2009 à Malibu.

## Filmographie

### Cinéma
- 1998 : Big Party (Can't Hardly Wait), de Harry Elfont et Deborah Kaplan : Beth
- 1998 : Ringmaster, de Neil Abramson (en) : Angel Zorzak
- 1999 : Inferno, de John G. Avildsen : Dottie Matthews
- 1999 :  Trash (court métrage) : C. J. Callum
- 2000 : 100 Girls, de Michael Davis : Cynthia
- 2001 : Explosion imminente (Ticker), de Albert Pyun : Claire Manning
- 2001 : Tomcats, de Gregory Poirier : Tricia
- 2001 : Joe La Crasse (Joe Dirt), de Dennie Gordon : Jill
- 2001 : Sex Academy, de Joel Gallen : Priscilla
- 2004 : Torque, la route s'enflamme (Torque), de Joseph Kahn : China
- 2004 : Karate Dog, de Bob Clark (téléfilm) : Ashley Wilkenson
- 2006 : DOA: Dead or Alive, de Corey Yuen : Tina Armstrong
- 2008 : Horton (Dr Seuss' Horton Hears a Who!), de Jimmy Hayward et Steve Martino : Mme Quiligan (voix)
- 2009 : I Love You, Man, de John Hamburg : Denise
- 2010 : 6 Months Rule : Claire
- 2012 : The Oogieloves in the Big Balloon Adventure : Lola Sombrero
- 2013 : Abby in the Summer : Abby
- 2014 : A Haunted House 2 : Megan
- 2023 : Le Défi de Moly Singer (The Re-Education of Molly Singer) de Andy Palmer : Brenda

### Télévision

#### Téléfilms
- 2010 : Love and the City (Beauty & the Briefcase) : Kate White
- 2010 : Écran de fumée (Sandra Brown's Smoke Screen) : Britt Shelley
- 2014 : Finders Keepers (film, 2014) (Sandra Brown's Smoke Screen) : Alyson Simon

#### Séries
- 1998 : Les Dessous de Palm Beach (Silk Stalkings) : Kara Delaney (1 épisode)
- 1998 : Push : Nikki Lang
- 1998-1999 : Mortal Kombat: Conquest : Mika
- 1999-2001 : Jack and Jill : Audrey Griffin
- 2002 : Charmed : Mylie (saison 5, épisode 1)
- 2002 : La Treizième Dimension (The Twilight Zone) : Cindy (saison 1, épisode 17)
- 2003 : Fastlane : Sara Matthews (saison 1, épisode 11)
- 2003 : Becker : Grace (1 épisode)
- 2004 : Happy Family : Alex (1 épisode)
- 2005 : Entourage : Elle-même (1 épisode)
- 2005-2009 : Earl (My Name is Earl) : Joy Darville Turner
- 2006 : Las Vegas : Kerri Kowalski (saison 3, épisode 16)
- 2010 : Leçons sur le mariage (Rules of Engagement) : Pam (2 épisodes)
- 2011-2013 : Raising Hope : Donna (3 épisodes)
- 2011-2013 : I Hate My Teenage Daughter : Annie Watson (13 épisodes)
- 2013 : Mon oncle Charlie : Tammy (saison 10, épisodes 15 et 20)
- 2014 : Jennifer Falls (en) : Jennifer Doyle
- 2014-2021 : Mom : Jill Kendall

### Jeux vidéo
- 2008 : Saints Row 2 : Jessica (voix)

## Distinctions

### Récompenses
- Festival de télévision de Monte-Carlo 2007 : Lauréate du Trophée de la Nymphes d'or de la meilleure actrice comique dans une série télévisée comique pour Earl (My Name is Earl) (2005-2009).
- 2007 : Online Film & Television Association Awards de la meilleure actrice dans un second rôle dans une série télévisée comique pour Earl (My Name is Earl) (2005-2009).
- Primetime Emmy Awards 2007 : Meilleure actrice dans un second rôle dans une série télévisée comique pour Earl (My Name is Earl) (2005-2009).
- 2008 : Online Film & Television Association Awards de la meilleure actrice dans un second rôle dans une série télévisée comique pour Earl (My Name is Earl) (2005-2009).
- 2021 : Gold Derby Awards de la meilleure actrice comique dans un second rôle dans une série télévisée comique pour Mom (2014-2021).

### Nominations
- 2006 : Gold Derby Awards de la meilleure révélation féminine dans une série télévisée comique pour Earl (My Name is Earl) (2005-2009).
- 2006 : Gold Derby Awards de la meilleure actrice comique dans un second rôle dans une série télévisée comique pour Earl (My Name is Earl) (2005-2009).
- 2006 : Teen Choice Awards de la meilleure actrice comique TV dans une série télévisée comique pour Earl (My Name is Earl) (2005-2009).
- 12e cérémonie des Screen Actors Guild Awards 2006 : Meilleure distribution pour une série comique pour Earl (My Name is Earl) (2005-2009) partagée avec Jason Lee, Eddie Steeples, Ethan Suplee et Nadine Velazquez.
- 2007 : Gold Derby Awards de la meilleure actrice comique dans un second rôle dans une série télévisée comique pour Earl (My Name is Earl) (2005-2009).
- Primetime Emmy Awards 2007 : Meilleure actrice dans un second rôle dans une série télévisée comique pour Earl (My Name is Earl) (2005-2009).
- 12e cérémonie des Satellite Awards 2007 : Meilleure actrice dans un second rôle dans une mini-série ou un téléfilm pour Earl (My Name is Earl) (2005-2009).
- 13e cérémonie des Screen Actors Guild Awards 2007 : Meilleure actrice dans une série comique pour Earl (My Name is Earl) (2005-2009).
- 65e cérémonie des Golden Globes 2008 : Meilleure actrice dans un second rôle dans une mini-série ou un téléfilm pour Earl (My Name is Earl) (2005-2009).
- 10e cérémonie des Teen Choice Awards 2008 : Meilleure actrice comique TV dans une série télévisée comique pour Earl (My Name is Earl) (2005-2009).
- 26e cérémonie des Critics' Choice Movie Awards 2021 : Meilleure actrice comique dans un second rôle dans une série télévisée comique pour Mom (2014-2021).

## Voix françaises
En France
| - Valérie Nosrée dans : - Earl (série télévisée) - Venus and Vegas - Love and the City - Raising Hope (série télévisée) - Mon oncle Charlie (série télévisée) - Mom (série télévisée) - Laura Blanc dans : - DOA: Dead or Alive - I Love You, Man - Barbara Kelsch dans : - Joe La Crasse - Sex Academy | et aussi - Annabelle Roux dans Big Party - Brigitte Virtudes dans Explosion imminente - Ingrid Donnadieu dans Finders Keepers (téléfilm) |